# Kim Crabeels
Kim Crabeels (Turnhout, 1981) is een Vlaamse auteur van kinder- en jeugdboeken, die vooral verhalen over sprekende dieren maakt voor kinderen van 4 tot 14 jaar. De humor in haar werk spreekt echter evenzeer volwassenen aan. Haar jeugd in de Kempen leidde er toe dat natuur een grote rol speelt een grote rol in haar werk.

## Werk
Crabeels studeerde Germaanse talen in Leuven. Ook deed ze een lerarenopleiding, waarna ze docente Nederlands werd.
In 2013 maakte zij haar debuut als schijfster met het prentenboek Magnus kan niet slapen. Illustrator Sebastiaan Van Doninck verzorgde de tekeningen. Voor het creatieproces van De meest eenzame walvis ter wereld reisde het duo naar Zweden.
Crabeels introduceert geregeld maatschappelijke thema's op kindermaat. Zo gingen Mijn opa is een boom (2015) en Mist in mijn hoofd (2015) over dementie. Flamingo! (2016) gaat over omgaan met een handicap en is geïnspireerd door het levensverhaal van triatleet Marc Herremans.
Het werk van Crabeels werd vertaald naar onder andere het Chinees, Deens, Koreaans, Frans, Pools, Russisch en Italiaans.
In 2023 kreeg het boek De Grote Onderbroekenroof de derde prijs van de Leesjury in de categorie voor 6- tot 8-jarigen.